# アブドン・パミッチ
アブドン・パミッチ（Abdon Pamich、1933年10月3日- ）は、イタリアの元陸上競技選手である。彼は1960年ローマオリンピックと1964年東京オリンピックの2大会連続で、50km競歩のメダルを獲得した人物である。

## 経歴
1950年代半ばから1970年頃にかけて活躍した競歩の選手で、1956年メルボルンオリンピックから5大会連続でオリンピックに出場した実績を持つ。1964年東京オリンピックでは50km競歩で金メダルを獲得した。1972年ミュンヘンオリンピックでは、開会式でイタリア選手団の旗手を務めた。
1960年には、50km競歩で4時間3分2秒の世界最高記録を樹立した。

## 主な実績
| 年   | 大会                   | 場所                         | 種目     | 結果 | 記録           |
| ---- | ---------------------- | ---------------------------- | -------- | ---- | -------------- |
| 1956 | オリンピック           | メルボルン(オーストラリア)   | 20km競歩 | 11位 | 1時間36分03秒6 |
| 1956 | オリンピック           | メルボルン(オーストラリア)   | 50km競歩 | 4位  | 4時間39分00秒  |
| 1958 | ヨーロッパ陸上選手権   | ストックホルム(スウェーデン) | 50km競歩 | 2位  | 4時間18分00秒  |
| 1960 | オリンピック           | ローマ(イタリア)             | 50km競歩 | 3位  | 4時間27分56秒  |
| 1961 | IAAFワールドカップ競歩 | ルガーノ(スイス)             | 50km競歩 | 1位  | 4時間25分38秒  |
| 1962 | ヨーロッパ陸上選手権   | ベオグラード(ユーゴスラビア) | 50km競歩 | 1位  | 4時間19分47秒  |
| 1964 | オリンピック           | 東京(日本)                   | 50km競歩 | 1位  | 4時間11分13秒  |
| 1965 | IAAFワールドカップ競歩 | ペスカーラ(イタリア)         | 50km競歩 | 3位  | 4時間06分41秒  |
| 1966 | ヨーロッパ陸上選手権   | ブダペスト(ハンガリー)       | 50km競歩 | 1位  | 4時間18分42秒  |
| 1968 | オリンピック           | メキシコシティ(メキシコ)     | 50km競歩 | DNF  | －             |
| 1972 | オリンピック           | ミュンヘン(西ドイツ)         | 50km競歩 | DQF  | －             |